# Desmometopa propeciliata
Desmometopa propeciliata är en tvåvingeart som beskrevs av Curtis W. Sabrosky 1983. Desmometopa propeciliata ingår i släktet Desmometopa och familjen sprickflugor. Inga underarter finns listade i Catalogue of Life.